# Snowboard

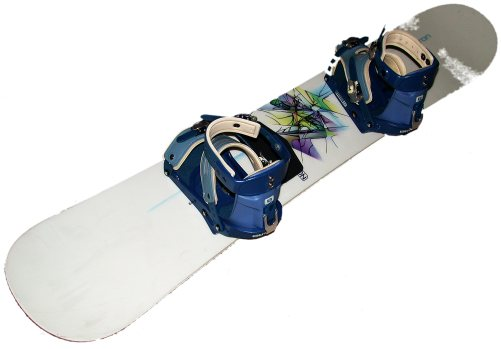
Snowboard s měkkým vázáním

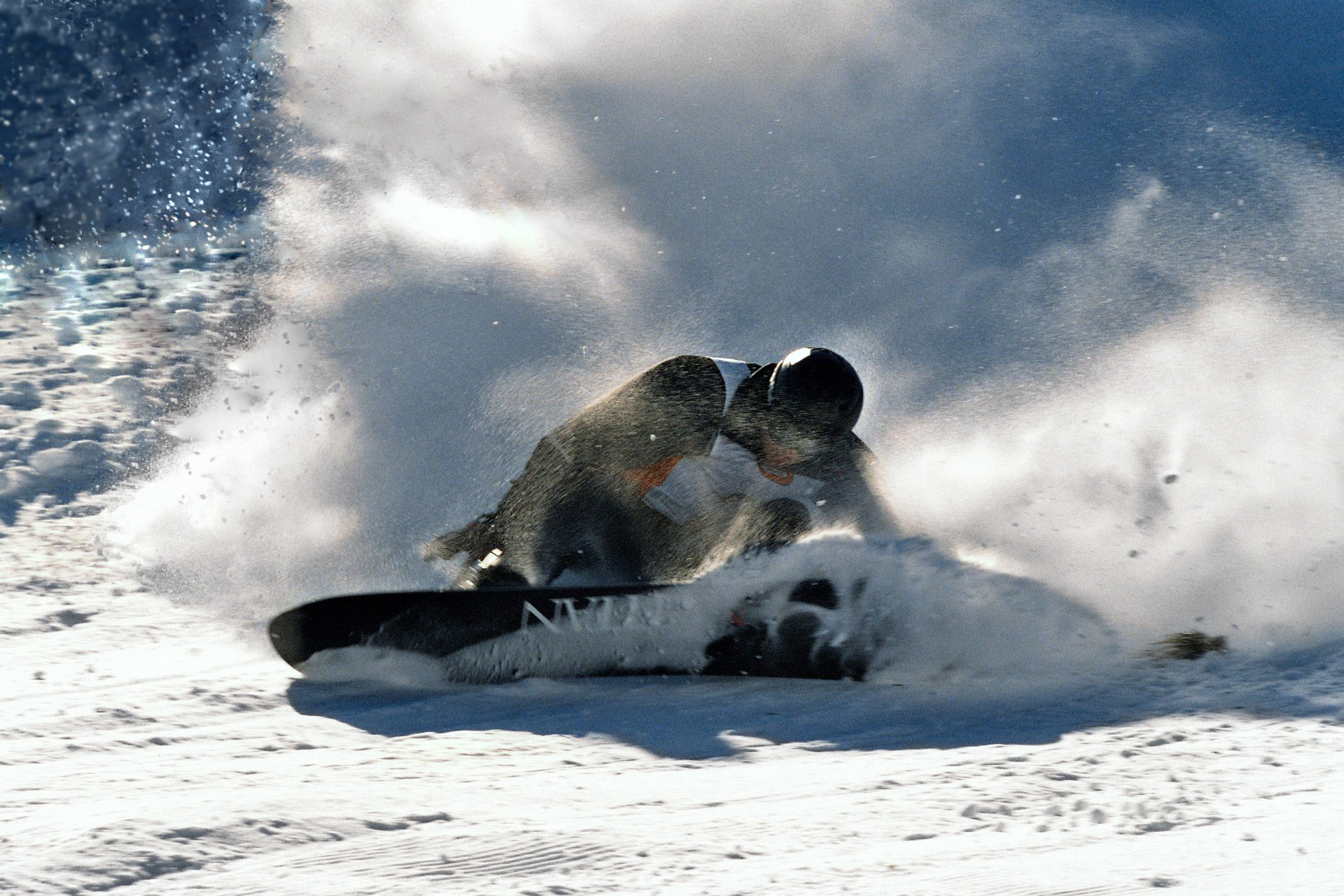
Jízda na snowboardu

Snowboard je prkno pevně připnuté k nohám jezdce, určené k sportovnímu využití na sněhu. Dlouhé je přibližně 140–170 cm (mělo by jezdci sahat k bradě) a široké cca 25 cm (dostatečně aby přes hrany „nepřesahovaly“ špičky a paty bot). Snowboardy jsou konstruovány buď s dřevěným nebo pěnovým jádrem, přičemž dřevo je dražší a kvalitnější.
Snowboard je „sněhová verze“ skateboardu či vodního surfu s tím rozdílem, že jezdcovy nohy jsou vázáním pevně fixovány k prknu.

## Vázání
Systémy, kterými je jezdec upnut k prknu mohou být různé, principiálně se liší na tzv. tvrdé (používají se podobné boty jako při lyžování) či tzv. měkké, kdy jsou speciální snowboardové boty k prknu připevněny upínacími pásky. Jednou z variant měkkého vázání je tzv. systém step-in, které se zapíná nášlapným systémem. Novou variantou měkkého vázání je tzv. flow, kdy se bota do vázání vkládá zezadu.
Bezpečnostní vázání které by v případě pádu snowboard uvolnilo (jak je tomu běžně na lyžích) neexistuje, neboť zatím nebyl vynalezen systém, který by uvolnil obě nohy zároveň a při uvolnění jen jedné nohy by váha snowboardu mohla jezdci zlomit druhou nohu.
Koncem 90. let 20. století a na počátku 21. století došlo k výraznému rozšíření tohoto sportu, především mezi mladou generací. V drtivé většině se přitom používá měkké vázaní (které umožňuje při jízdě provádět různé skoky a triky), tvrdé vázání je vhodné pouze pro carvingovou jízdu a závodní snowboarding, neboť umožňuje lepší kontrolu boardu během jízdy.

## Postavení nohou
- Regular – postavení s levou nohou vpředu
- Goofy – postavení s pravou nohou vpředu

Regular či Goofy závisí na preferenci každého jezdce, na rozdíl od praváctví/leváctví je rozložení Regular/Goofy v populaci zhruba 50:50. Dobrý jezdec zvládá jízdu na obě strany, což platí především pro triky a skoky, kdy změna stran jízdy bývá občas nezbytná. Proto vídáme někdy také postavení nohou
- Duckfoot – obě nohy jsou vychýleny špičkou ven a umožňují průběžnou změnu stran za jízdy.

## Historie
První pokusy o „surfování“ na sněhu se v USA objevily již v 60. letech. Pro snowboarding je zlomový rok 1965, kdy Sherman Poppen spojil dvě lyže, ke špičce přimontoval provázek a vytvořil tím první model snowboardu, zvaný „snurfer“, protože jízda na něm se podobala spíše surfování na vodě. Inspirován Shermannovým úspěchem začal Jake Burton Carpenter vyrábět své vlastní snowboardy. Rozpoznal chyby a nevýhody snurferu, opravil je a přimontoval na desku první vázání, které několika pásky pevně drželo nohy. V roce 1977 založil ve Vermontu firmu Burton Snowboards.
Poté se na scéně objevil Dmitrij Milovich, který v roce 1969 přišel s prknem odlitým z polyesteru. Tato prkna měla nízkou životnost, ale i přesto si Milovich nechal v roce 1972 tento výrobek patentovat a o tři roky později založil vlastní firmu. Ta nakonec vyráběla již vylepšené verze boardů – měly laminátovou konstrukci a skluznici z P-texu.
Tom Sims o pár let později začal pracovat na zdokonalování snowboardu; původně byla jeho prkna podobná těm Milovichovým, později začal vyrábět prkna s laminátovou konstrukcí s dřevěným jádrem (vyšší odolnost prkna, lepší jízdní vlastnosti) + ocelové hrany, díky nimž bylo možné používat snowboard i na tvrdém sněhu.
V roce 1983 přišel Jeff Grell s prvním skutečně pevným vázáním, které stabilně spojovalo nohy jezdce s prknem. S tímto vázáním bylo možné ovládat prkno i na tvrdém a nerovném sněhu a ve velkých rychlostech.
V roce 1985 se snowboard objevil i v Bondovce s názvem Vyhlídka na vraždu. Díky tomu se dostal do povědomí široké veřejnosti.[zdroj⁠?!]
Snowboarding byl z počátku své existence brán nejprve jako módní výstřelek či exhibicionismus několika málo jedinců, nebyl uznávaný jako seriózní sport a zimní střediska nedovolovala vstup snowboardistů na vleky. V 90. letech se snowboarding stává masovou záležitostí a vývoje nových technologií se chopily mimo jiné i zavedené lyžařské koncerny, díky nimž se vybavení pro snowboarding rozrůstá s nebývalou dynamikou.